# Max Kohlhaas

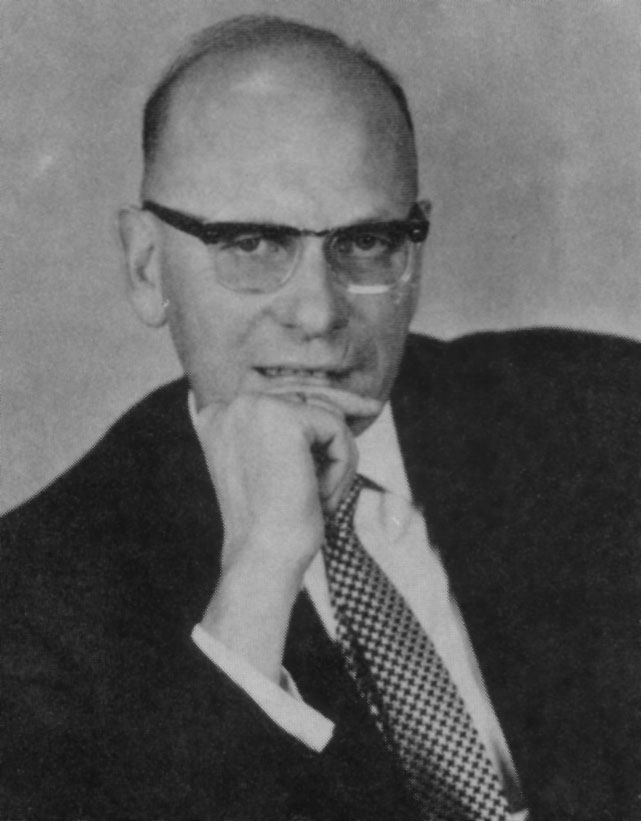
Max Kohlhaas

Max Kohlhaas (* 3. Februar 1909 in Stuttgart; † 3. Juli 1985 in Eppingen) war ein deutscher  Bundesanwalt.

## Leben
Nach dem Abitur 1927 am Karls-Gymnasium (Stuttgart) studierte Kohlhaas Rechtswissenschaft an der Eberhard Karls Universität Tübingen, der Friedrich-Wilhelms-Universität Berlin und der Albertus-Universität Königsberg. Nach dem Referendarexamen (1932) promovierte er 1934 in Tübingen zum Dr. iur. Er wurde 1935 Gerichtsassessor und 1939 Staatsanwalt.
Im Heer (Wehrmacht) zog Kohlhaas 1939 als Feldwebel der Reserve in den Zweiten Weltkrieg. Noch im selben Jahr wurde er schwer verwundet. Als Oberleutnant und Kompanieführer kam er in höhere Stäbe. 1944 geriet er in britische Kriegsgefangenschaft, die er überwiegend in Kanada verbrachte.
Ende 1946 entlassen, wurde er 1947 zum Staatsanwalt im Justizministerium Baden-Württemberg ernannt. 1951 wurde er Erster Staatsanwalt beim Generalstaatsanwalt in Stuttgart, dann Oberstaatsanwalt beim Bundesgerichtshof und 1955 schließlich Bundesanwalt in Karlsruhe. Nach seiner Pensionierung 1974 ließ er sich als Rechtsanwalt in Mühlbach (Eppingen) nieder. Bei der Bundeswehr war er zuletzt Major d. R.

## Werke
Kohlhaas war Mitverfasser des Gesetzeskommentars zur Strafprozessordnung von Löwe /  Rosenberg, des Kommentars zu Strafrechtlichen Nebengesetzen von Erbs / Kohlhaas und eines Kommentars zum Wehrstrafrecht.

## Corps
Als Arztsohn entstammte Kohlhaas einer alten corpsstudentischen Familie. Sein Vater, beide Großväter, sein Bruder Wilhelm Kohlhaas und mehrere Onkel waren bei Isaria und Rhenania Tübingen aktiv gewesen. Er selbst wurde im Sommersemester 1927 bei Rhenania Tübingen aktiv. Vor und nach dem Zweiten Weltkrieg war er ein Freund der Masuren, die ihm beim 129. Stiftungsfest, am 14. Juni 1959, das Band verliehen. Im Oktober 1960 erhielt er auch das Altmärkerband. 1973 sprach er beim Festakt des 125. Kösener Congresses in Würzburg über Willensfreiheit, Verantwortung und Leistung. Drei Söhne (u. a. Ekkehard Kohlhaas) und der Enkel Paul sind Corpsstudenten.